# Stein (Hartenstein)
Stein ist ein Ortsteil der sächsischen Stadt Hartenstein im Landkreis Zwickau.

## Geschichte

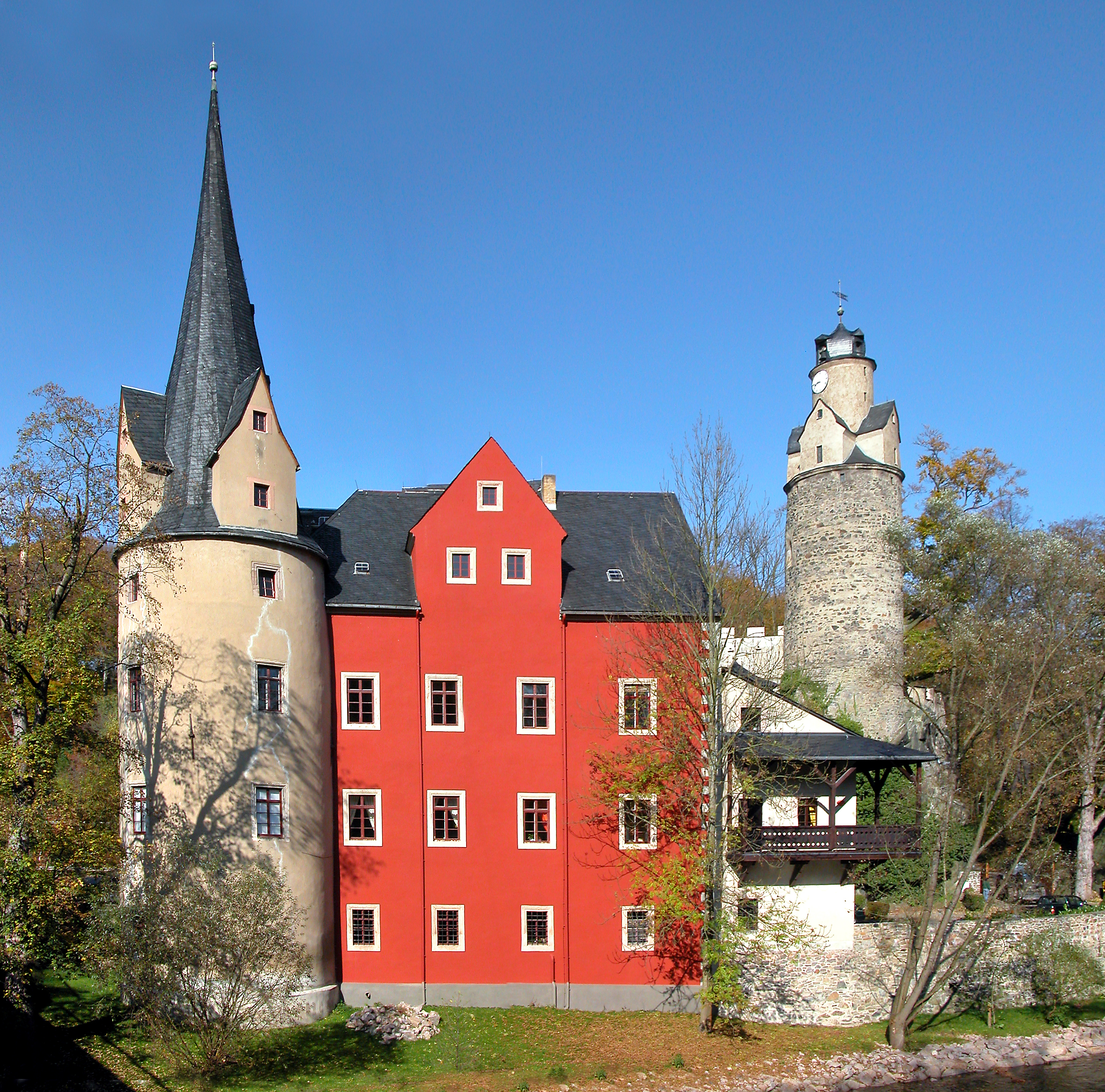
Burg Stein

Stein wurde am 1. Oktober 1934 nach Hartenstein eingemeindet.
Stein war bis 2018 staatlich anerkannter Erholungsort.

## Sehenswürdigkeiten
Die unter Denkmalschutz stehende Burg Stein aus dem 13. Jahrhundert, ehemalige Residenz der Herrschaft Schönburg-Stein, beherbergt auch ein Museum.